# Beskæftigelse
Ved beskæftigelse forstås normalt erhvervsmæssigt arbejde. Antallet af beskæftigede er således lig med antallet af personer, der har et lønarbejde. Antallet af beskæftigede er større end antallet af lønmodtagere, idet også selvstændige er beskæftigede, selvom de ikke er lønmodtagere. Antallet af beskæftigede er imidlertid mindre end antallet i arbejdsstyrken, da sidstnævnte kategori ud over de beskæftigede også tæller arbejdsløse personer.
Beskæftigelsens størrelse i et land er en af de faktorer, der bestemmer landets materielle velstand og de offentlige finansers situation, idet høj beskæftigelse typisk medfører store skatteindtægter. Derfor er begrebet ofte genstand for stor politisk interesse. Størrelsen af beskæftigelsen i de enkelte lande afhænger af en lang række forhold som befolkningens uddannelsesniveau, traditioner for kvindernes deltagelse på arbejdsmarkedet, tilbagetrækningsmønstre og ledighedens størrelse. Beskæftigelsesfrekvensen falder således naturligt i lavkonjunkturer og stiger i højkonjunkturer.

## International sammenligning
EU's statistiske kontor Eurostat opgør beskæftigelsesfrekvensen i de enkelte EU-lande som antallet af personer mellem 20 og 64 år, der er i beskæftigelse, delt med den samlede befolkning i samme aldersgruppe. I 2012 var beskæftigelsesfrekvensen i EU 68,4 %. I Danmark var den på 75,4 %. Danmark var dermed det EU-land, der havde den femtehøjeste beskæftigelsesfrekvens, kun overgået af Tyskland (76,7 %), Holland (77,2 %), Østrig (75,6 %) og Sverige (79,4 %). Uden for EU har lande som Norge med 79,9 % og Island med 81,8 % en højere andel af befolkningen i beskæftigelse, mens USA med 70,9 % har en lavere andel. Japan ligger med 75,2 % på linje med Danmark.

## Danske statistikker
Der findes flere forskellige danske statistikker, der belyser beskæftigelsens størrelse. Arbejdskraftundersøgelsen (forkoret AKU) er en spørgeskemaundersøgelse, der ud fra stikprøver undersøger befolkningens tilknytning til arbejdsmarkedet. I Arbejdskraftundersøgelsen er personer beskæftigede, hvis de har arbejdet mindst én betalt time i løbet af referenceugen, eller hvis de er midlertidigt fraværende fra arbejdet, fx på grund af ferie, sygdom eller barselsorlov.
Den registerbaserede arbejdsstyrkestatistik (forkortet RAS) er en anden opgørelse, der i stedet trækker på en række eksisterende registre som eIndkomstregistret, uddannelsesstatistikker og statistikker for offentligt forsørgede.

## Fuld beskæftigelse
Med fuld beskæftigelse menes en situation, hvor der ingen ufrivillig ledighed er i økonomien. Udbud og efterspørgsel på arbejdsmarkedet er altså af samme størrelse, dvs. der er markedsclearing. På grund af eksistensen af såvel struktur- som konjunkturledighed er arbejdsmarkedet i alle moderne økonomier aldrig karakteriseret ved fuld beskæftigelse, men de enkelte lande kan være tættere på eller længere fra denne hypotetiske situation, der somme tider nævnes som et økonomisk-politisk mål.